# Шутце
Шутце (нем. SS-Schütze, стрелок) — воинское звание СС и Вермахта, существовавшее в формированиях Вермахта и войск СС с 1939 по 1945, и соответствовавшее званию манн в общих СС.
Звание шутце существовало в вооруженных силах Германии со времён Первой мировой войны. В переводе с немецкого оно означает «стрелок». К 1918 году данное звание присваивалось солдатам-пулемётчикам и некоторым элитным частям (например, 108 Саксонский Шутце-полк). Данное звание было самым низким в пехоте. В других родах войск ему соответствовали такие звания как канонир, пионер и т. п.